# يسري بوزوق
يسري بوزوق Yousri Bouzok (مواليد 18 أغسطس 1996، قسنطينة) لاعب كرة قدم جزائري، يشغل مركز جناح في نادي الرائد السعودي. 

## مسيرته

### البدايات مع نادي بارادو
في عام 2016، انضم إلى نادي بارادو الذي حقق معه الصعود إلى الدوري الجزائري الاحترافي في نهاية موسم 2016-2017.
في 7 سبتمبر 2017، لعب أول مباراة له في دوري الدرجة الأولى ضد مولودية وهران (انتهت بالفوز 1-0). في 9 فبراير 2018، سجّل هدفه الأول وهدف الفوز على اتحاد البليدة (انتهت بالفوز 1-0). في 24 أبريل، سجّل هدفين أمام وفاق سطيف (انتهت بالفوز 4-2).
كان بوزوق ثالث أفضل مُمرّر في موسم 2018–19، حيث ساعد فريقه على احتلال المركز الثالث خلفاتحاد الجزائر وشبيبة القبائل، والوصول إلى ربع نهائي كأس الجزائر.
في 24 أغسطس 2019، لعب أول مباراة له في المسابقات الأفريقية، وذلك في الجولة الأولى من كأس الكونفيدرالية الأفريقية 2019–20 ضد نادى كامسار ‏ الغيني (انتهت بالهزيمة 0-1). وفي مباراة الإياب تمكن بارادو من الفوز بنتيجة (3-0)، سجّل منها بوزوق هدفا.
أنهى موسمه الأخير كثاني هداف في موسم 2021-2022، برصيد 14 هدفًا. بلغ مجموع أهدافه مع ناديه 38 هدفًا و 17 تمريرة حاسمة في 130 مباراة.

### الانتقال إلى الرجاء (منذ 2022)
في 31 يوليو 2022، انضم إلى الرجاء الرياضي بتوقيع عقد لمدة ثلاثة مواسم، وأصبح رابع لاعب جزائري يلتحق بالرجاء رفقة كل من غايا مرباح ورؤوف بن غيت ومهدي بوكاسي ‏.
في 4 سبتمبر، على ملعب محمد الخامس، بقيادة فوزي البنزرتي، شارك أساسيا منذ الجولة الأولى من الدوري المغربي، وذلك ضد أولمبيك آسفي (انتهت بالتعادل 2-2). في 8 أكتوبر، لعب أول لقاء له في دوري أبطال أفريقيا، وذلك ضد نادي نجيليك ‏ في نيامي، حيث فاز الرجاء بنتيجة (2-0).
في 5 نوفمبر، قدّم بوزوق أول تمريرة حاسمة له، وكانت لزكرياء حدراف الذي سجل الهدف الثالث في مرمى النادي السالمي (انتهت بالفوز 4-1).
في 6 يناير 2023، وفي الجولة 11 من البطولة ضد اتحاد طنجة، قدم عرضية حاسمة لجمال حركاس الذي سجل الهدف الثاني للرجاء (انتهت باالفوز 3-0).
في 17 يناير، سجل هدفه الأول ليُمكّن الرجاء من قلب النتيجة وانتزاع الفوز على مولودية وجدة (2-1). في 10 فبراير، سجل هدفه الأول في دوري أبطال إفريقيا ضد فريق فايبرز (انتهت بالفوز 5-0).
في 28 ديسمبر، سجل أول ثلاثية في مسيرته مع الرجاء، وذلك ضد اتحاد طنجة في البطولة (انتهت بالفوز 6-1).

## الإنجازات
الرجاء الرياضي
- الدوري المغربي لكرة القدم : 2023–24
- كأس العرش المغربي : 2022–23

 نادي بارادو
- الرابطة الجزائرية المحترفة الثانية: 2016–17

### الجوائز الفردية
- أفضل لاعب أجنبي في الدوري المغربي لكرة القدم: 2023–24.
- هداف الدوري المغربي لكرة القدم: 2023–24 (14 هدف).
- أفضل ممرر في الدوري المغربي لكرة القدم: 2023–24.

## روابط خارجية
- يسري بوزوق على موقع قاعدة بيانات كرة القدم.إي يو (الإنجليزية)
- يسري بوزوق على موقع Soccerway.com (الإنجليزية)
- يسري بوزوق على موقع كووورة